# Etiopathie
Etiopathie is een manuele therapie die verwant is aan osteopathie en chiropraxie en die gebruikmaakt van eeuwenoude bottenzetters-technieken. Het is geen onderdeel van de conventionele geneeskunde.

## Algemeen concept
Afgeleid van het Griekse ‘aitia’ (oorzaak) en ‘pathos’ (lijden), streeft etiopathie ernaar de oorzaak van de ziekte of klachten op te sporen en die oorzaak weg te nemen. Logischerwijs verdwijnen dan ook de klachten. De etiopathie gaat ervan uit dat veel lichamelijke klachten hun oorsprong vinden in een verstoring van de beweeglijkheid van de lichaamsstructuren. Daarbij kan gedacht worden aan een gewricht dat niet goed beweegt, maar ook aan een darmlus die geknikt ligt en zelfs aan een bloedvat dat afgeknepen of gestuwd wordt. De etiopathie maakt deze verstoring ongedaan door middel van mechanische beïnvloeding.
Etiopathie is daarmee een vorm van natuurgeneeskunde die zich specifiek richt op het mechanisch beïnvloeden van lichaamsstructuren. Dat kan zijn door middel van mobilisatie van gewrichten en van andere lichaamsstructuren, zoals inwendige organen. Een etiopaat gebruikt dus geen apparaten en schrijft geen medicijnen voor, hij gebruikt alleen de handen. Etiopathie is gebaseerd op de systeemtheorie, op anatomische en fysiologische kennis, op een mechanisch functioneel mensbeeld en op eeuwenoude bottenzetterstechnieken.

## Herkomst
Etiopathie is ontstaan in Frankrijk. Christian Trédaniel, die aan de basis stond van de etiopathie in 1963, baseerde zijn methode op het werk van de beste dokters uit de oudheid als Hippocrates [archief] of Ambroise Paré. De laatste is een van de voorlopers van manipulatieve geneeskunde [archief]. In 1979 verscheen de eerste editie van Christian Trédaniels Fundamentele Principes voor Etiopathische Geneeskunde, die vele malen opnieuw gepubliceerd is.

## Verschil met osteopathie
Volgens de verschillende etiopathische publicaties verschilt de etiopathie van osteopathie in de volgende punten:
- de gebruikte manipulatietechnieken, geërfd van de bottenzetters en soms lijkend op andere manuele therapieën, zijn specifiek voor etiopathie in hun toepassingen.[2]
- meer algemeen zijn de fundamentele principes en benaderingen verschillend tussen osteopathie en etiopathie: hoewel sommige manipulaties vergelijkbaar zijn, is de logica niet hetzelfde.

## Opleiding
Opleidingen worden gegeven aan privéscholen in Frankrijk en Zwitserland. Er zijn particuliere opleidingscentra in Parijs, Rennes, Toulouse en Lyon en een nationaal register van etiopaten. De opleiding duurt 6 jaar.

## Status van de etiopathie
Etiopathie is niet gereguleerd in Frankrijk, in tegenstelling tot osteopathie.

## Wetenschappelijke evaluatie
De effectiviteit van etiopathie wordt betwist door gebrek aan wetenschappelijke bewijs. Zo wordt er geen onderzoek naar de werkzaamheid van etiopathie vermeld in de publicaties database van PubMed internationaal biomedisch onderzoek.